# Форт-Йорк

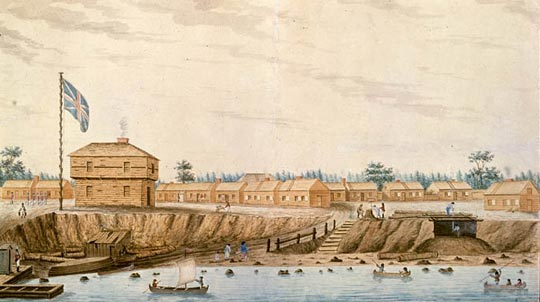
Форт-Йорк у 1804 році

Форт-Йорк — історичне місце з військовими укріпленнями та пов'язаними з ними спорудами на захід від центру Торонто (Онтаріо, Канада). Форт був побудований британською армією та канадськими ополченнями наприкінці 17-го - на початку 18-го століть для захисту поселення  Йорк і нової столиці британської колонії Верхня Канада від загрози військового нападу, насамперед з боку нових незалежних США.

## Історія
У 1793 році лейтенант-губернатор Джон Ґрейвз Сімко санкціонував розміщення гарнізону на місці нинішнього  Форт-Йорку, на захід від гирла Ґаррісон-Крік на північно-східному березі озера Онтаріо. Сімко зрозумів, що через його природну гавань і велику відстань від Сполучених Штатів, це місце було ідеальним для створення поселення та для оборони. На момент будівництва Форт-Йорк був єдиним місцем, звідки можна було контролювати західний вхід до затоки. Сімко також вирішив зробити Йорк столицею колонії Верхня Канада. Перші урядові будівлі та парламент були побудовані за півтори милі на схід від форту біля нинішньої вулиці Парламентської.
Під час Британсько-американської війни, також відомої як війна 1812 року, форт був зруйнований у битві за Йорк 27 квітня. У квітні 1813 року успішно атакований переважаючими силами США. Частини форту та поселення були зруйновані американськими військами під час багатоденної окупації.
Після створення Канадської конфедерації форт був переданий канадським військам у 1869 році, які використовували його приблизно до 1880 року.

## Національне історичне місце
У 1923 році Форт-Йорк був оголошений національним історичним місцем. У Форт-Йорку відбуваються різні розважальні та пізнавальні акції. У 2017 тут проходили змагання зі стрільби з лука в рамках Ігор Нескорених, у яких вперше брали участь українські військові ветерани.

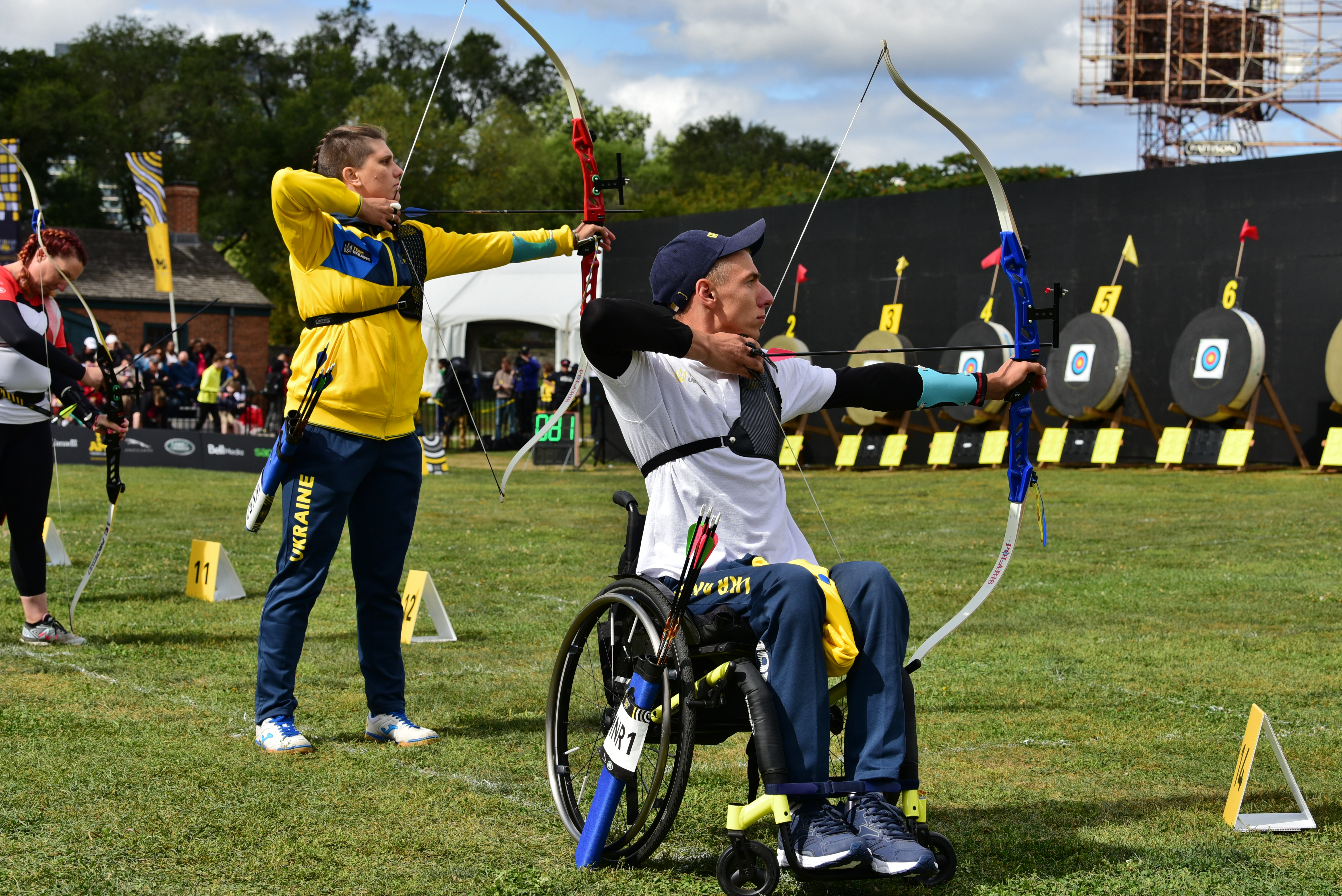
Катерина Михайлова та Роман Панченко на позиції під час командного заліку на Іграх нескорених у Торонто

.

## Вебпосилання
- Форт-Йорк [Архівовано 15 січня 2022 у Wayback Machine.] на вебсайті музеїв міста Торонто
- Вебсайт друзів Форт-Йорка [Архівовано 15 січня 2022 у Wayback Machine.]